# Bob Cooper
Pour les articles homonymes, voir Cooper.
Bob Cooper, de son vrai nom Robert B. Cooper, dit parfois Coop, né le 6 décembre 1925 à Pittsburgh en Pennsylvanie et mort le 5 août 1993 à Hollywood en Californie, est un saxophoniste de jazz américain. C'est un des musiciens les plus représentatifs du jazz West Coast.

## Biographie
Essentiellement connu comme spécialiste du saxophone ténor, il s'est aussi illustré sur les autres saxophones, mais aussi à la flûte traversière, au hautbois.
Bob Cooper a été marié à la chanteuse June Christy.

## Discographie

### Comme leader
- 1954 : Kenton Presents Jazz : The Bob Cooper Sextet, 25 cm, H-6501
- 1955 : Kenton Presents Jazz : Shifting Winds, Capitol Records T-6513
- 1956 :  Bud Shank, Bob Cooper : Flute 'N Oboe, Pacific Jazz Records
- 1957 : Coop! The Music of Bob Cooper, Contemporary Records
- 1958 : The Swing's to TV (World Pacific) avec Bud Shank
- 1959 : Blowin' Country (World Pacific) avec Bud Shank
- 1979 : Tenor Sax Jazz Impressions (Trend)
- 1980 : The Music of Michel Legrand (Discovery)
- 1985 : In a Mellotone (Contemporary) avec the Snooky Young Sextet featuring Ernie Andrews

### Comme sideman
Avec Chet Baker
- Witch Doctor (Contemporary, 1953 [1985])

Avec Elmer Bernstein
- The Man with the Golden Arm (Decca, 1956)

Avec June Christy
- Do-Re-Mi (Capitol, 1961)

Avec Maynard Ferguson
- Maynard Ferguson's Hollywood Party (EmArcy, 1954)
- Jam Session featuring Maynard Ferguson (EmArcy, 1954)
- Dimensions (EmArcy, 1955)

Avec Jimmy Giuffre
- The Jimmy Giuffre Clarinet (Atlantic, 1956)

Avec Stan Kenton
- Stan Kenton's Milestones (Capitol, 1943-47 [1950])
- Stan Kenton Classics (Capitol, 1944-47 [1952])
- Artistry in Rhythm (Capitol, 1946)
- Encores (Capitol, 1947)
- A Presentation of Progressive Jazz (Capitol, 1947)
- Innovations in Modern Music (Capitol, 1950)
- Stan Kenton Presents (Capitol, 1950)
- City of Glass (Capitol, 1951)
- Popular Favorites by Stan Kenton (Capitol, 1953)
- This Modern World (Capitol, 1953)
- The Kenton Era (Capitol, 1940–54, [1955])
- The Innovations Orchestra (Capitol, 1950-51 [1997])
- Stan Kenton Conducts the Los Angeles Neophonic Orchestra (Capitol, 1965)
- Hair (Capitol, 1969)

Avec Barney Kessel
- Kessel Plays Standards (Contemporary, 1954–55)

Avec Shelly Manne
- The West Coast Sound (Contemporary, 1955)

Avec Art Pepper
- Showcase for Modern Jazz (Brunswick, 1958)

Avec Shorty Rogers
- Cool and Crazy (RCA Victor, 1953)
- Shorty Rogers Courts the Count (RCA Victor, 1954)
- Collaboration (RCA Victor, 1954) with André Previn
- Afro-Cuban Influence (RCA Victor, 1958)

Avec Bud Shank
- Jazz at Cal-Tech (Pacific Jazz, 1956)
- Barefoot Adventure (Pacific Jazz, 1961)
- Bud Shank & the Sax Section (Pacific Jazz, 1966)